# Ширлі (Мен)
Ширлі (англ. Shirley) — місто (англ. town) в США, в окрузі Піскатаквіс штату Мен. Населення — 251 особа (2020).

## Демографія
Згідно з переписом 2010 року, у місті мешкали 233 особи в 116 домогосподарствах у складі 63 родин. Було 248 помешкань
Расовий склад населення:
| - 99,6 % — білих - 0,4 % — азіатів |

До двох чи більше рас належало 0,0 %. Частка іспаномовних становила 0,0 % від усіх жителів.
За віковим діапазоном населення розподілялося таким чином: 12,9 % — особи молодші 18 років, 66,9 % — особи у віці 18—64 років, 20,2 % — особи у віці 65 років та старші. Медіана віку мешканця становила 53,6 року. На 100 осіб жіночої статі у місті припадало 115,7 чоловіків;  на 100 жінок у віці від 18 років та старших — 123,1 чоловіків також старших 18 років.
Середній дохід на одне домашнє господарство  становив 67 182 долари США (медіана — 60 625), а середній дохід на одну сім'ю — 83 467 доларів (медіана — 66 667). Медіана доходів становила 34 583 долари для чоловіків та 34 375 доларів для жінок. За межею бідності перебувало 13,4 % осіб, у тому числі 50,0 % дітей у віці до 18 років та 7,3 % осіб у віці 65 років та старших.
Цивільне працевлаштоване населення становило 94 особи. Основні галузі зайнятості: освіта, охорона здоров'я та соціальна допомога — 29,8 %, виробництво — 14,9 %, будівництво — 9,6 %, роздрібна торгівля — 8,5 %.